# Товариство відновлення (Японська імперія)
Юкокай (яп. 猶興会, досл. «Товариство відновлення») — японська політична партія що діяла в Японській імперії на початку 20 століття (з 1906 по 1908 рік).

## Історія
Японська політична партія «Товариство відновлення» була заснована 20 грудня 1906 року 36 членами національного парламенту Японської імперії з «клубу Seikō». «Товариство відновлення» виступало проти японського уряду на чолі якого стояв Сай'ондзі Кіммоті з політичної партії «Асоціація друзів конституційного правління» та його високі державні витрати на військову та державні служби, а також виступав за проведення антикорупційної кампанії в Японській імперії.
На виборах 1908 року політична партія «Товариство відновлення» отримала 29 місць в парламенті Японської імперії. Після невдалої спроби сформувати нову партію шляхом злиття кількох менших політичних партій, які були опозиційні до японського уряду який був сформований політичною партією «Асоціація друзів конституційного правління», вона об'єдналася з групою незалежних членів парламенту Японської імперії, щоб сформувати нову політичну партію «Товариство відродження» у грудні 1908 року.